# Милена Северовић
Милена Северовић (Копривница, 4. јануар 1962) српска је књижевница, преводилац и дјечији стоматолог.

## Биографија
Дио њене породице страдао је у логору Јасеновац током геноцида над Србима у Другом свјетском рату.
У Копривници је завршила основну и средњу школу као један од најбољих ученика. Дипломирала је и магистрирала на Стоматолошком факултету у Загребу и једина у генерацији за успјех током студија добила Ректорову награду.
Све до 1991. живјела је и радила у Копривници као стоматолог. Уврштена је у Тко је тко у хрватској медицини, Загреб, 1994. године.
Прва дјела објавила је у загребачким листовима за дјецу Радост и Модра ласта.
Почетком деведесетих није могла да објављује у хрватским часописима па је објављивала пјесничка и друга дјела у Просвјети Загреб. Током рата у Хрватској прећено јој је да ће јој кућа бити дигнута у ваздух и тражено јој је да конвертира у римокатолицизам. Избјегла је у Франкфурт на Мајни. Била је на листи забрањених аутора у Хрватској.
Од 1998. живи у Старој Пазови. Била је директорка Центра за културу Старе Пазове.
Највише пише књижевност за дјецу. Њена поезија дио је школских читанки.
Њене пјесме дио су антологије пјесама српских пјесника-избјеглцица Прогнани Орфеји, књиге Антологија српске поезије као и неколико других антологија.
Прва је у српској књижевности превела дјела њемачке пјесникиње јеврејског поријекла Маше Калеко.
Објављивала је у „Просвјети“, Просвјетином  „  Љетопису“ и  „Народном српском календару“,  „Радости“ и  „Модрој ласти“ у Загребу,  „Бијелој пчели“, Ријека,  „Змају“,  „Витезу“,  „Сунцокрету“,  „Светосавском звонцу“,  „Политици четвртком“,  „Даница“,  „Једрењак“, Београд,  „Невену“, Нови Сад,  „Књижевној речи“  и  „Књижевним новинама“, Београд,   „Освиту“,  Лесковац, „Мостовима“, Пљевља,  „Јединству“, Приштина, „Књижевном животу“, Темишвар, као и немачким књижевним часописима  „Zeitriss“, Аугсбург,   „Hessische Bot“ и  „Die Brücke“,Франкфурт на Мајни, „Летопис Матице српске“, Нови Сад
Превођена је на њемачки, словачки, русински и руски језик.
1998., 2001. и 2019. године држала је свој есеј на Међународном сусрету књижевника у Београду.
Члан је Удружења књижевника Србије од 1994. године и редовни члан Матице српске у Новом Саду од 2009. године.

## Награде
- Награда на Горановом прољећу[3]
- Награда „Растко Петровић”[3]
- Награда „Печат вароши сремскокарловачке”

## Дјела
- Харлекинов опус бр. 1, 1988.[3]
- Фараонски цвијет, збирка љубавних пјесама, 1990.[3]
- Бијели коњаник, 1990.[3]
- Фараонски цвијет, 1990.[3]
- Библијска писма, 1990.[3]
- Златна улица, 1994.[3]
- Свијеће и лопочи, 1996.[3]
- Мјесечеве приче, 1997.[3]
- Шумарев шешир, 1999.[3]
- Лепавинска рапсодија, 2003.[3]
- Мирис руже, есеји, 2004.[3]
- Чекајући чаробњака, 2006.[3]
- Бајке, 2008.[3]
- Баршунасте бајке, 2010.[3]
- Пречанске приче, роман, 2013.[7]
- Слушајући сунцокрете, 2018.[8]
- Кућа на Крфу, 2021.[9]
- Маслачкова медицина, 2022.[10]
- Даринкина дуња, 2023.[11]

### Преводи
- Гетеов град, антологија немачке лирике, 2015.
- Сликарева радост, збирка одабране поезије Хермана Хесеа[9]